# Kertch
Kertch (en russe : Керчь, en ukrainien : Керч, en tatar de Crimée : Keriç, en vieux-slave oriental : Корчев) est une ville de république autonome de Crimée, en Ukraine, occupée par la Russie depuis 2014, et ayant le statut de municipalité. Sa population s'élevait à 145 265 habitants en 2013.

## Géographie

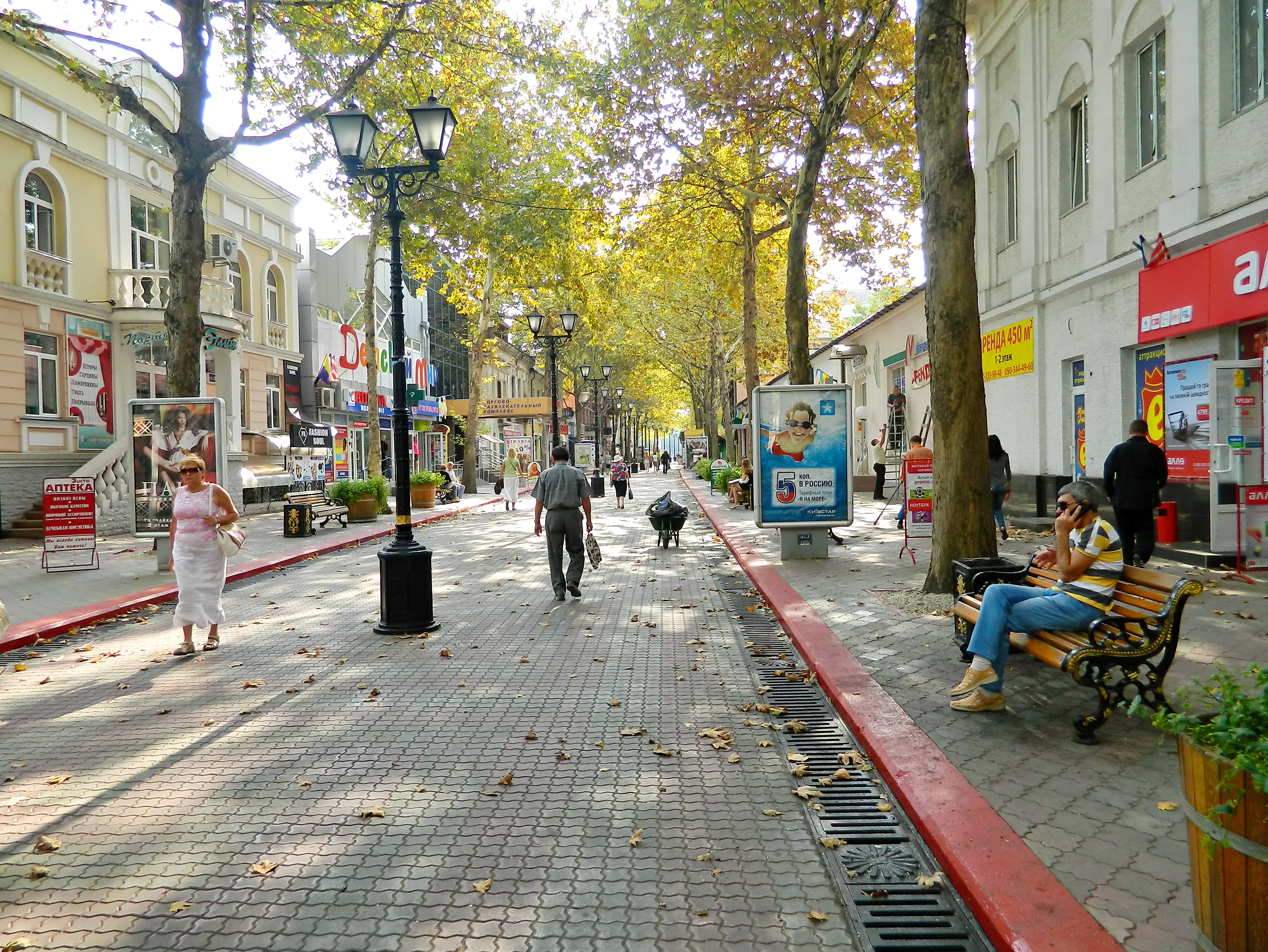
Une rue de Kertch.

Kertch est située à l'extrémité orientale de la péninsule de Kertch, en Crimée. La ville dispose d'un port de commerce ouvrant sur le détroit de Kertch, un passage maritime de la mer d'Azov qui sépare la cité de la péninsule de Taman, en Russie. Elle se trouve à 197 km au nord-est de Simferopol et à 718 km au sud-est de Kiev.

## Histoire

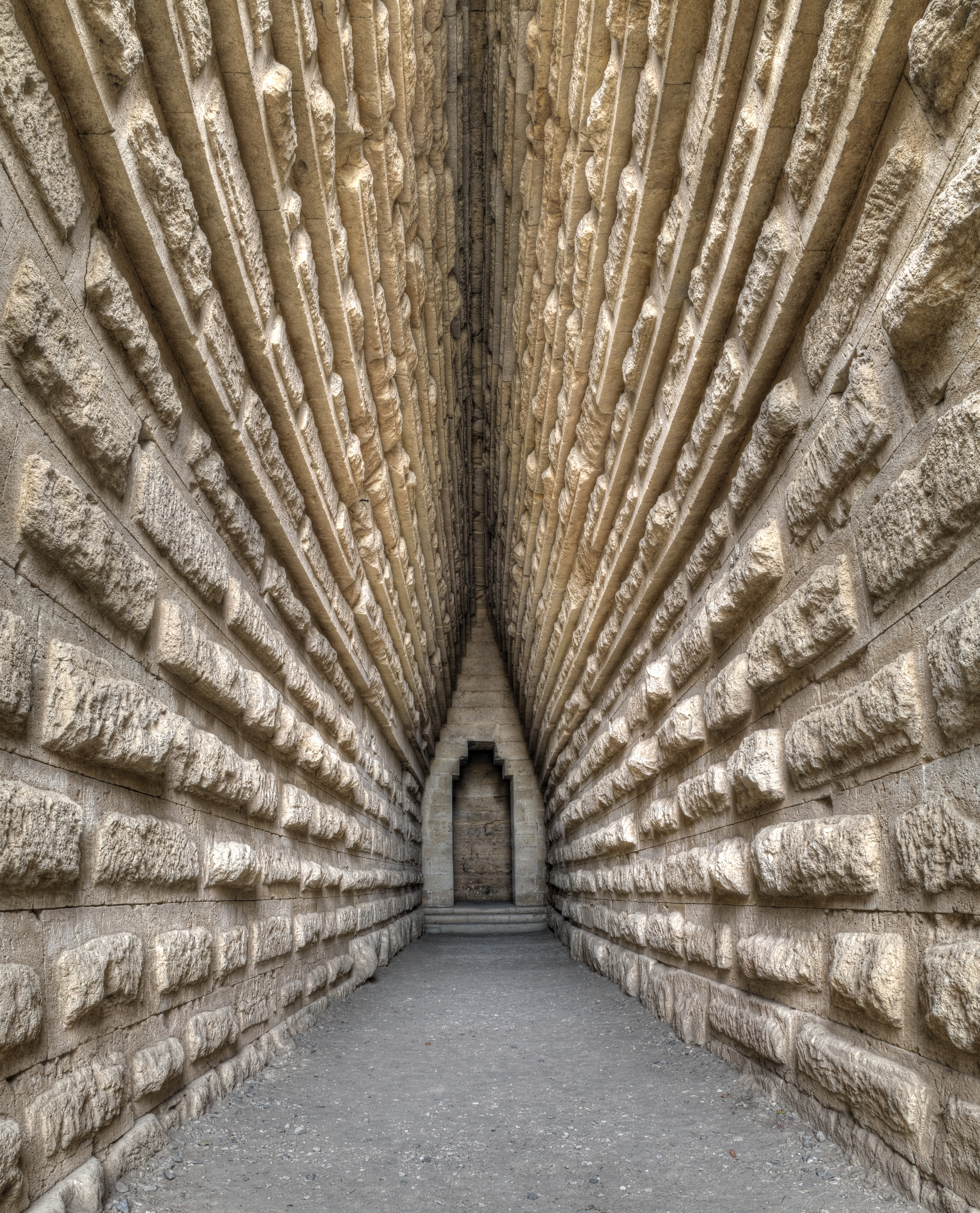
Intérieur du Kourgane Tsarsky,

Le nom de la ville provient de l'ancien slave oriental къркъ, qui signifie « gorge », par allusion au détroit du même nom, qui fait face à la ville et que les anciens Grecs nommaient Bosphorus. Kertch est l'une des plus anciennes villes d'Ukraine.
Les fouilles archéologiques effectuées à Mayak, village proche de la ville, ont prouvé que la zone était déjà habitée du XVIIe au XVe siècle av. J.-C..

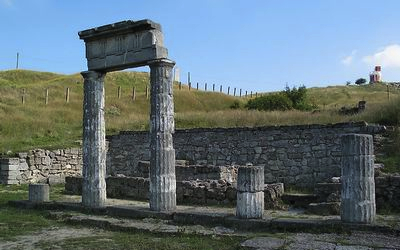
Ruines de Panticapée.

L'histoire de Kertch en tant que ville commence au VIIe siècle av. J.-C., lorsque des colons grecs venus de Milet fondent une ville-état nommée Panticapée, ce qui signifie « route du poisson », sur la rive du détroit de Kertch. 
La ville est bâtie au sommet du mont Mitridates, sur le site de la ville actuelle de Kertch. 
Après avoir soumis les cités voisines, elle devient en 480 av. J.-C. une capitale du royaume du Bosphore. 
Plus tard, durant le règne du roi Mithridate VI Eupator, Panticapée est, pendant une courte période, la capitale du royaume du Pont, beaucoup plus vaste et puissant.
La ville, située à l'intersection des routes commerciales entre l'Asie et l'Europe, connait une croissance rapide. 
Les principales exportations de la ville sont alors les céréales, le poisson salé et le vin.
Panticapée frappe sa propre monnaie. 
Une grande partie de la population est ethniquement scythe et plus tard sarmate, ce qu'attestent les fouilles archéologiques de Koul-Oba (« la Colline de cendre » en tatar).
Au Ier siècle de notre ère, Panticapée et le Royaume du Bosphore subissent des raids des Ostrogoths, puis la ville est dévastée par les Huns en l'an 375. 
À partir du VIe siècle, la ville est reconstruite sous l'Empire byzantin et sur ordre de l'empereur Justinien Ier, une citadelle nommée Bosphoros y est construite : en 576, elle résiste à un siège des Göktürks commandés par Bokhan. L'« Église des Apôtres » existe à la fin du VIIIe siècle : c'est le centre d'un diocèse byzantin jusqu'au début du IXe siècle, selon la Vie de l'apôtre André d'Epiphanos.

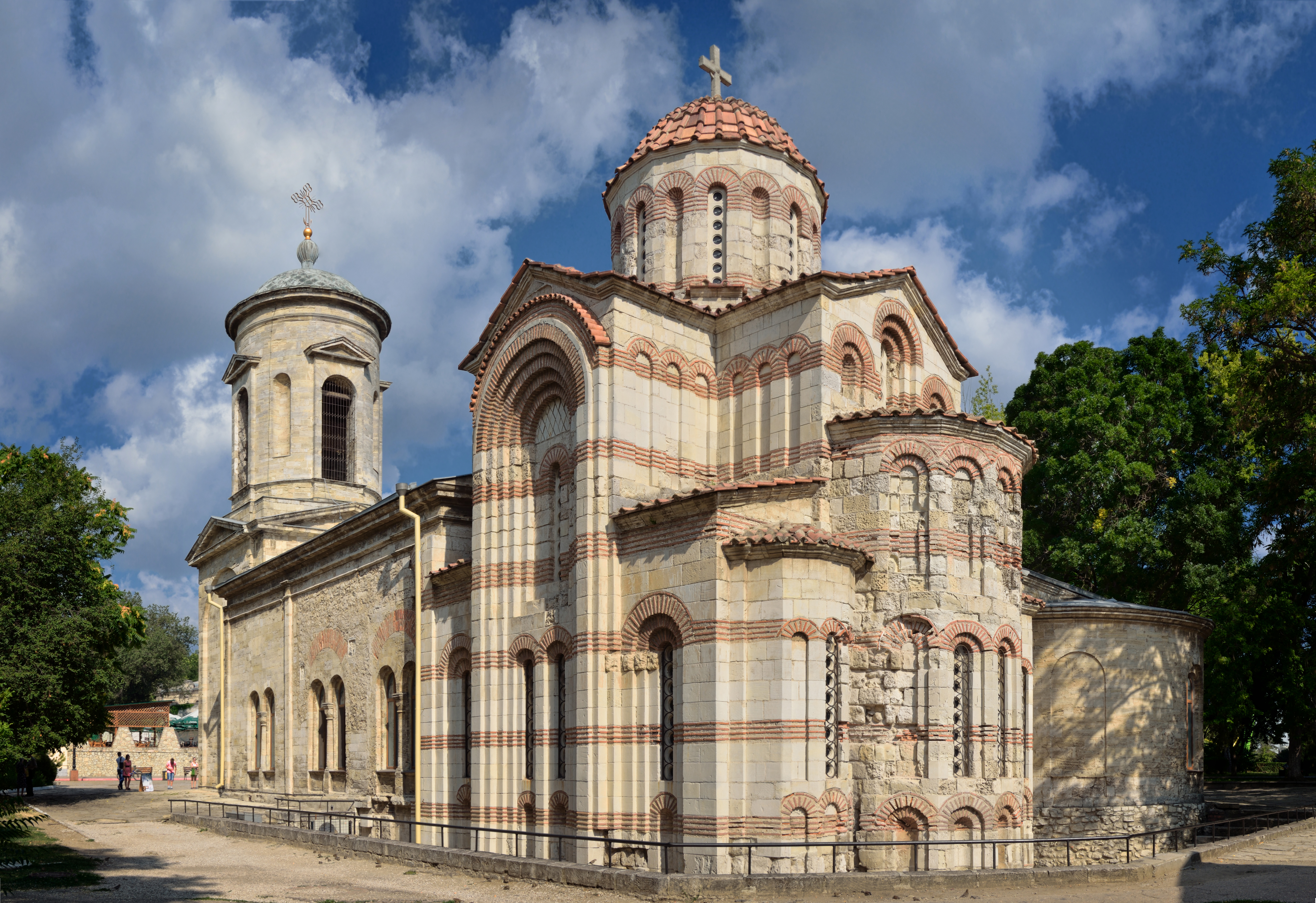
L'église byzantine Saint-Jean-Baptiste de Kertch,.

### 650c
Au VIIe siècle, les Khazars prennent le contrôle de Bosphoros, et la ville est renommée Kartcha ou Tcharcha. Le chef du gouvernement local est à cette époque le tudun. Le christianisme reste la religion principale à Kertch à l'époque de la domination khazare. L'église de Saint-Jean Baptiste est élevée en 717, ce qui en fait la plus ancienne église d'Ukraine et de Russie.
Après la chute de la Khazarie face à la Russie kiévienne, à la fin du Xe siècle, Kertch devint le centre d'un nouvel État.
Son chef, Georges Tzoul, est déposé par une expédition des Byzantins et de la Rus', en 1016. 
À partir du XIe siècle, la ville est une colonie slave du nom de Kortchev, qui appartient à la principauté de Tmutarakan.
Kortchev est un nœud commercial entre la Russie kiévienne, la Crimée (Tauride), le Caucase et l'Orient.
Au XIIIe siècle, Kortchev et toute la Crimée sont envahies par les Mongols. La ville devient en 1318 la colonie génoise de Cerco (Bosporo). Les habitants travaillent dans les sauneries ou sont pêcheurs. La ville passe en 1475 sous la domination de l'Empire ottoman et devient un important marché d'esclaves. Elle subit les raids répétés des Cosaques zaporogues.

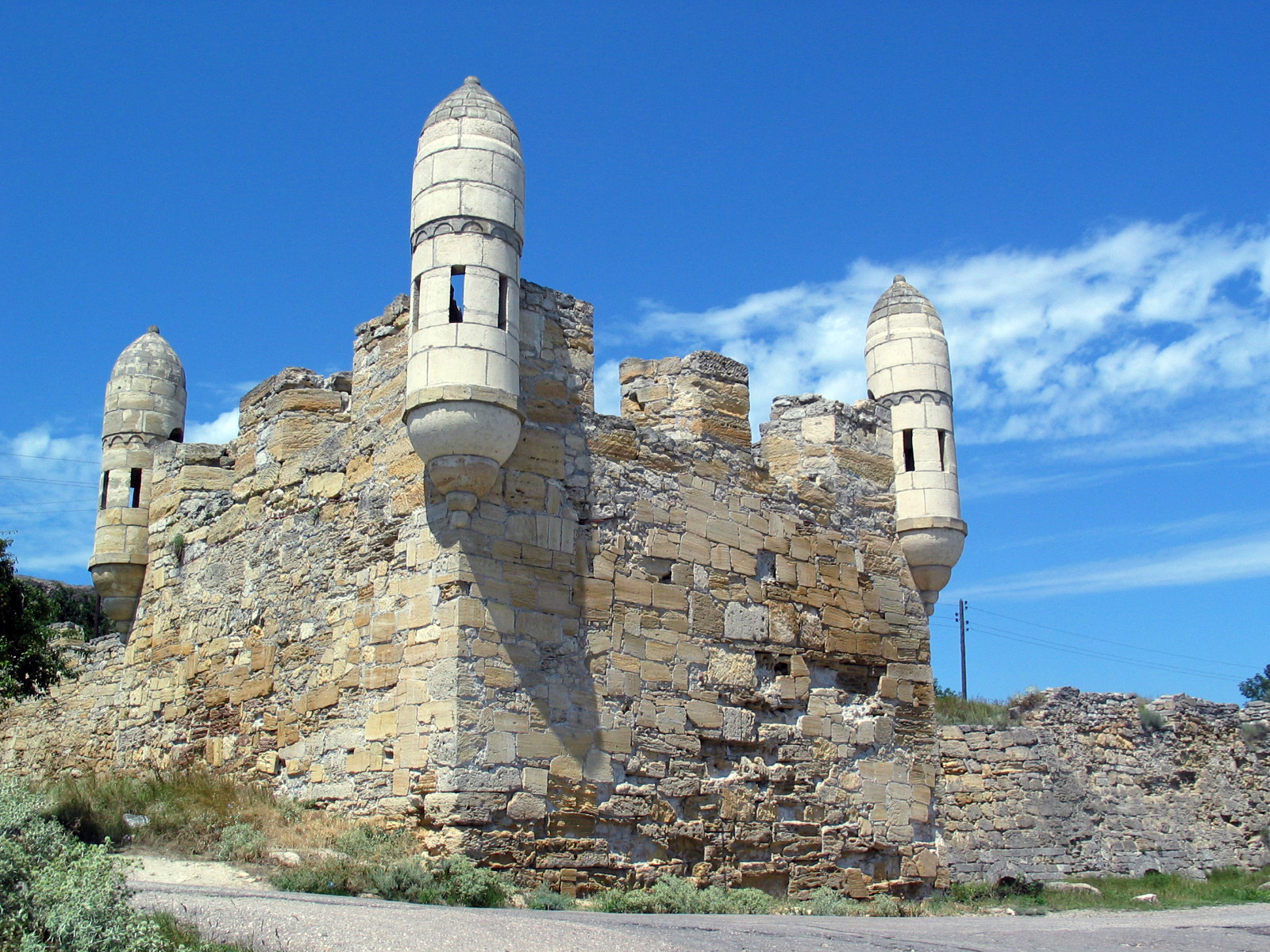
Forteresse ottomane de Ieni-Kale.

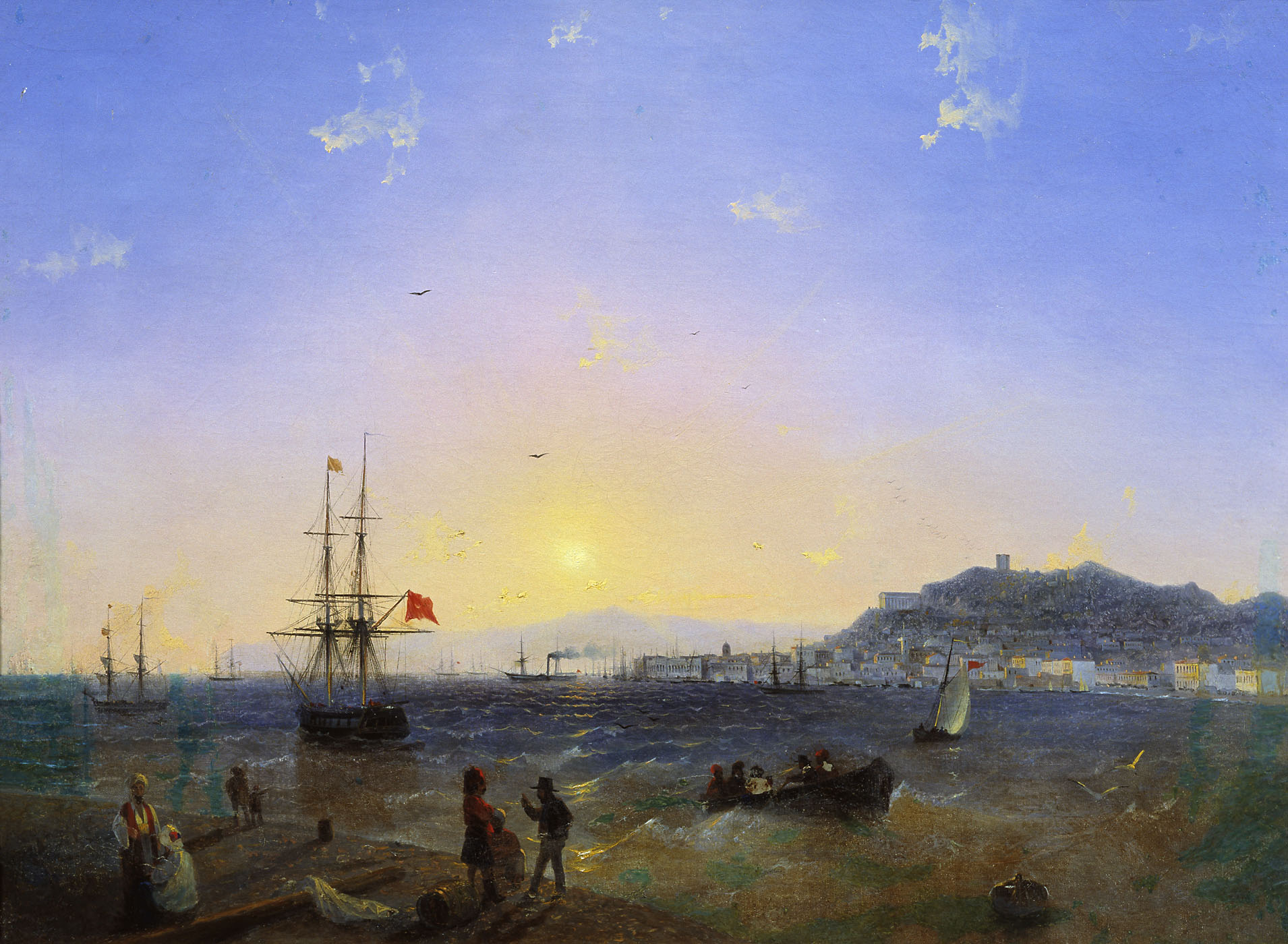
Kertch en 1839 par Ivan Aïvazovski.

### 1700
Après la prise d'Azov par l'Empire russe, les Tzars visent l'accès à la mer Noire par Kertch ; c'est l'un des objectifs de l'Alliance avec l'Autriche de 1697, mais la paix conclue hâtivement par les Autrichiens au Traité de Karlowitz ne le leur permet pas. 
Face au renforcement des forces militaires russes dans la région d'Azov, les Turcs construisent en 1706 la forteresse de Ieni-Kale, près de la ville, face au détroit de Kertch. 
En 1771, l'armée russe entre en Crimée et, par le traité de Koutchouk-Kaïnardji, signé en 1774, Kertch et Ieni-Kale sont cédées à l'Empire russe. 
En 1790, la Marine impériale russe sous le commandement de l'amiral Fiodor Ouchakov inflige une défaite à la flotte turque lors de la bataille du détroit de Kertch.

### 1830
En 1834, Auguste Frédéric Viesse de Marmont visite la ville qu'il décrit comme « jolie » et peuplée de trois mille habitants.
En raison de son emplacement, Kertch devient un important port de commerce et de pêche. 
Le musée d'État de l'Antiquité et divers établissements d'enseignement sont ouverts dans la ville. 
Une usine sidérurgique est construite en 1846, alimentée par un énorme gisement de minerai de fer trouvé dans la péninsule de Kertch. 
Kertch possède un fort défendant le détroit.
Au cours de la guerre de Crimée (de 1853 à 1856), la ville est dévastée par les forces franco-britanniques en mai-juin 1855 dans le cadre de la prise de contrôle du détroit de Kertch.
À la fin du XIXe siècle, Kertch accueille des industries mécaniques et des cimenteries ainsi que des conserveries et des usines de tabac. 
En 1900, la ville est reliée au chemin de fer, et le chenal du détroit de Kertch est approfondi et élargi. 
La population atteint alors 33 000 habitants.
Kertch connait une période de déclin pendant la Première Guerre mondiale et la guerre civile russe, puis reprend sa croissance à la fin des années 1920, grâce au développement de diverses industries, minerai de fer et métallurgie en particulier. En 1939, la population atteint 104 500 habitants.

### 1940
Au cours de la Seconde Guerre mondiale, de 1941 à 1945, Kertch est le théâtre de violents combats entre l'Armée rouge et l'armée allemande. La ville est d'abord prise par les Allemands en novembre 1941. Le 30 décembre 1941, les Soviétiques la reprennent grâce à une opération de débarquement naval, mais le 16 mai 1942, la 170. Infanterie-Division et le Infanterie-Regiment 213 chassent les forces soviétiques de la ville au cours de l'opération Trappen-Jagd. L'Armée rouge perd plus de 169 000 prisonniers au cours de la bataille de la péninsule de Kertch. 
Le 31 octobre 1943, les forces navales soviétiques lancent une autre opération de débarquement, mais Kertch n'est finalement libérée que le 11 avril 1944.
Durant l'occupation de Kertch, l'armée allemande tue quelque 15 000 habitants et en déporte 14 000. Des preuves des atrocités commises par les Allemands à Kertch sont présentées au procès de Nuremberg. Les catacombes (mines) d'Ajimouchkaï, dans la banlieue de Kertch, servent de refuge à des milliers de soldats et de réfugiés, qui prennent part à des opérations de guérilla contre l'occupant. Beaucoup d'entre eux périssent sous terre, à la suite d'attaques au gaz toxique. Par la suite, un mémorial est élevé sur le site. Pour l'héroïsme de ses habitants, Kertch reçoit le titre honorifique de Ville héros.

### 1990
Depuis 1993, le Forum du Bospor, le premier grand festival international des arts de l'ex-URSS, est organisé à Kertch par le poète et savant Igor Sid. Des auteurs connus comme Vassili Axionov, Ivan Jdanov, Nikolaï Zvyagintsev, Fazil Iskander, Timur Kibirov, Dmitry Kuzmin, Alexeï Parshtshikov, Andreï Polyakov, Lev Rubinstein, Evgeny Sabourov etc. ont participé au Forum.
Le 17 octobre 2018, un élève de quatrième année âgé de 18 ans, Vladislav Rosliakov, ouvre le feu au lycée polytechnique et fait 20 morts et au moins 50 blessés, avant de se suicider. Un deuil de trois jours a été décrété en Crimée. Les faits sont qualifiés d'« acte terroriste »,,,.

## Population
Recensements (*) ou estimations de la population :
| 1840  | 1863   | 1897*  | 1911   | 1923*  | 1926*  | 1939*   | 1959*  |
| ----- | ------ | ------ | ------ | ------ | ------ | ------- | ------ |
| 9 900 | 21 400 | 33 347 | 55 800 | 25 986 | 34 624 | 104 443 | 98 769 |

| 1970*   | 1979*   | 1989*   | 2001*   | 2010    | 2011    | 2012    | 2013    |
| ------- | ------- | ------- | ------- | ------- | ------- | ------- | ------- |
| 127 608 | 156 827 | 174 365 | 157 007 | 147 269 | 146 516 | 145 845 | 145 265 |

## Économie et transports
Au sud de la ville se trouvent le port de commerce de Kertch qui représente un trafic de 9,6 millions de tonnes en 2016, et l’usine de construction navale Zaliv chargée de la construction des porte-hélicoptères Ivan Rogov et Mitrofan Moskalenko du projet 23900 dont la construction a débuté en juillet 2020 pour une mise en service prévue en 2025 et 2026. Et le port de Komich-Bouroun pour le commerce.
Située à proximité du pont de Crimée, la ville occupe une position privilégiée sur l’axe routier et ferroviaire avec le kraï de Krasnodar et le reste de la Russie. Outre la gare, la ville est desservie par un aéroport et dispose d’un réseau de trolleybus (ru) avec trois lignes.

## Culture
Le musée d'archéologie de Kertch.

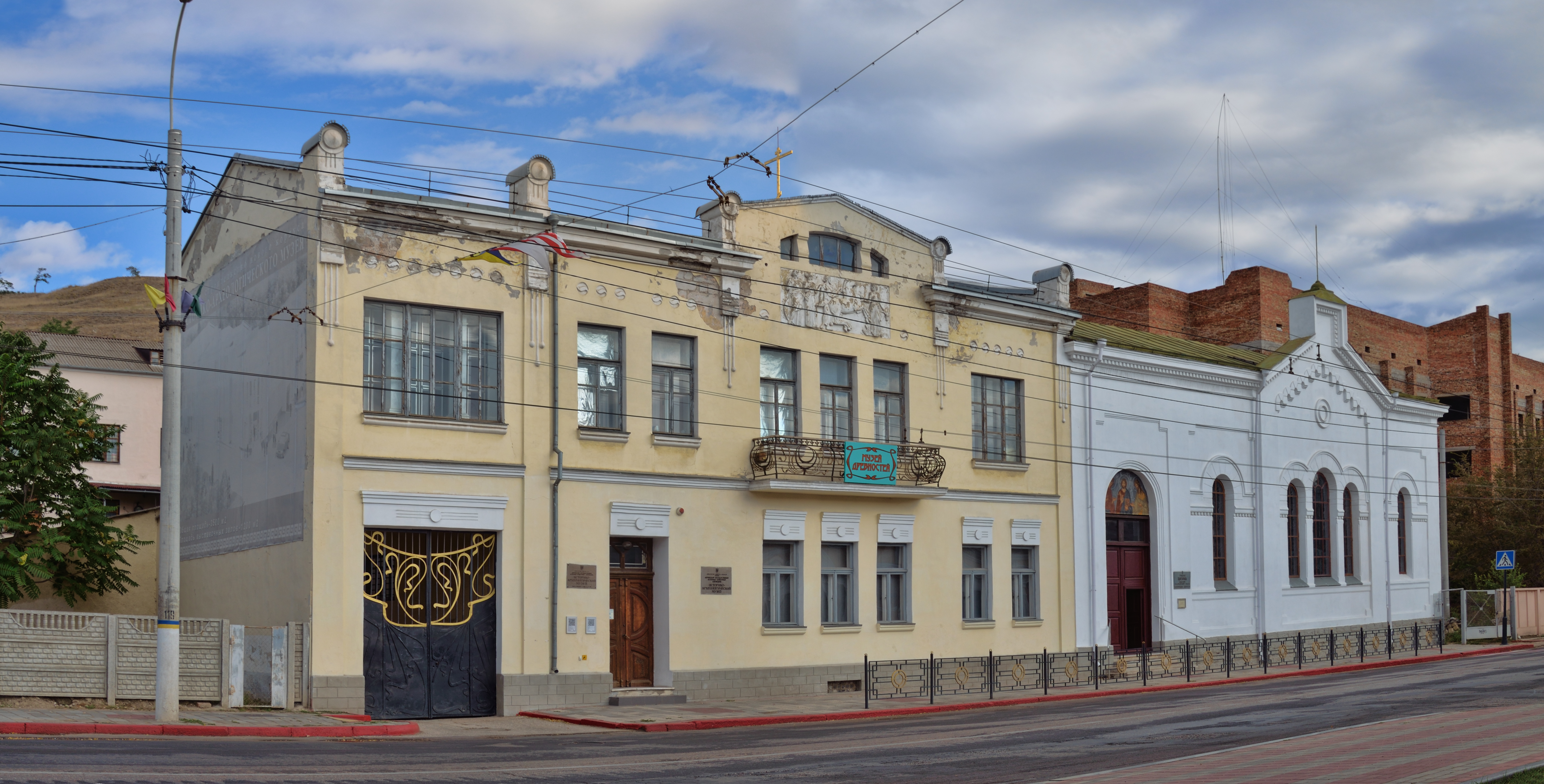
Musée.
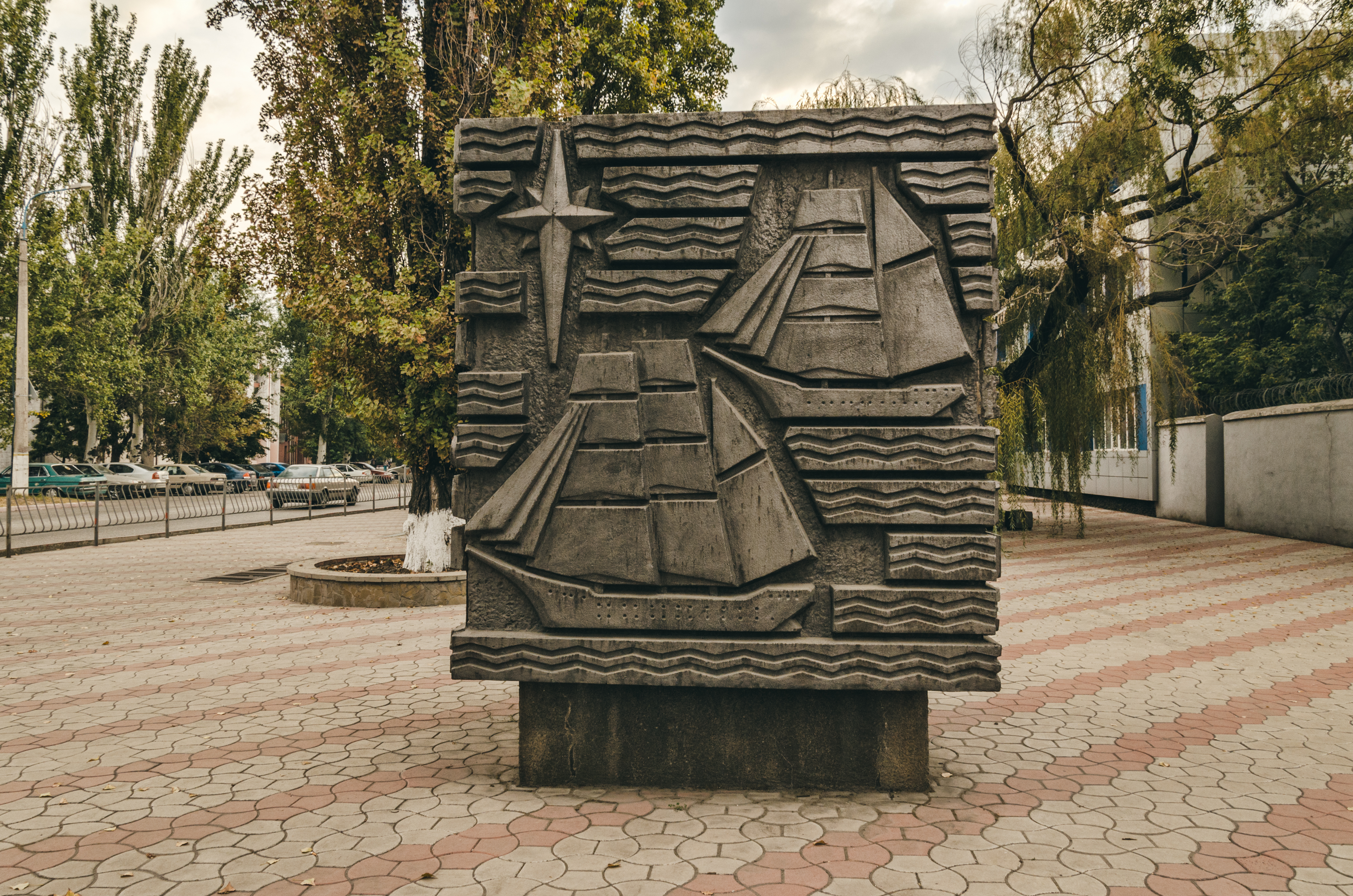
Mémorial aux 150 ans du port de commerce.
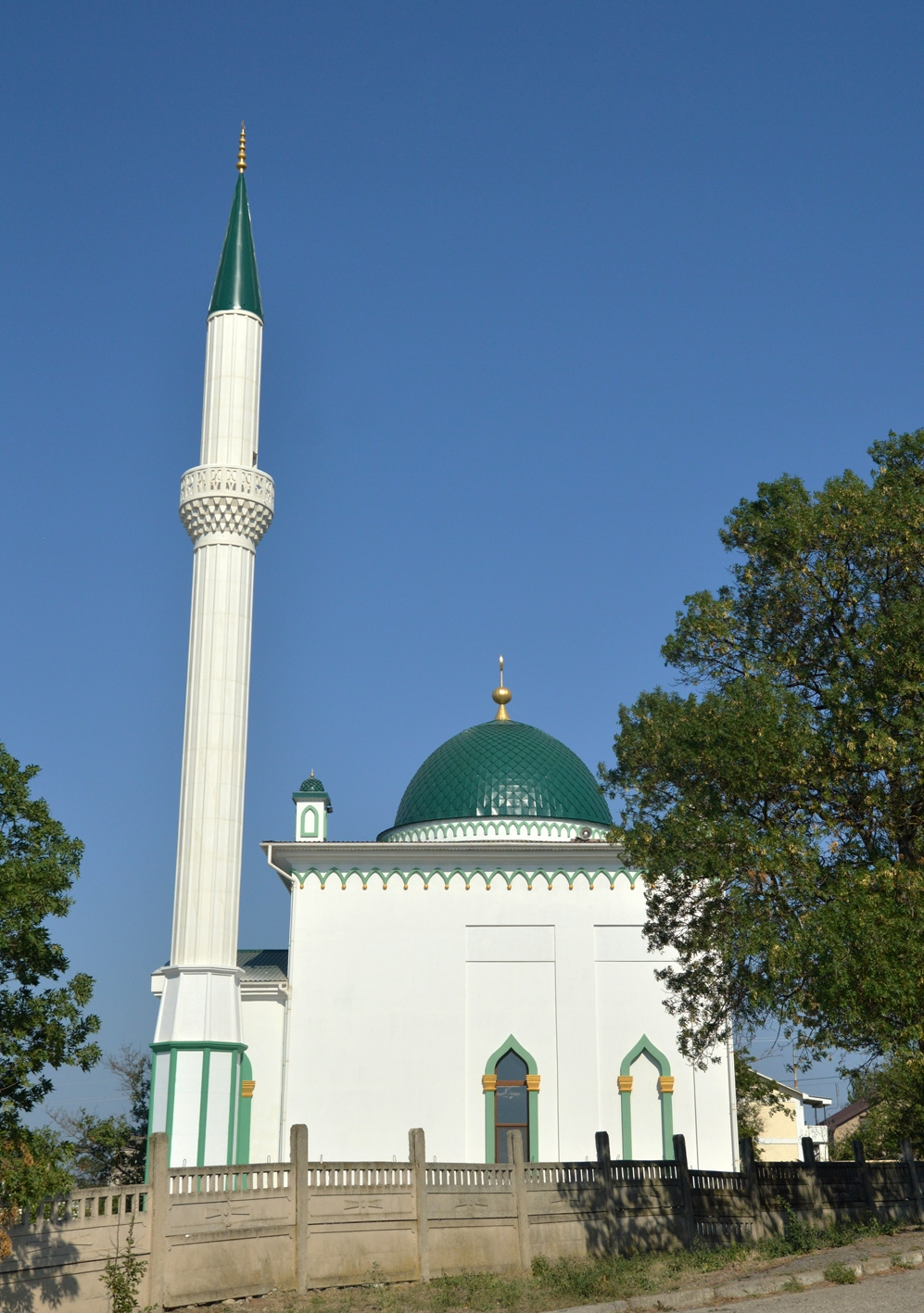
La mosquée de Kertch.
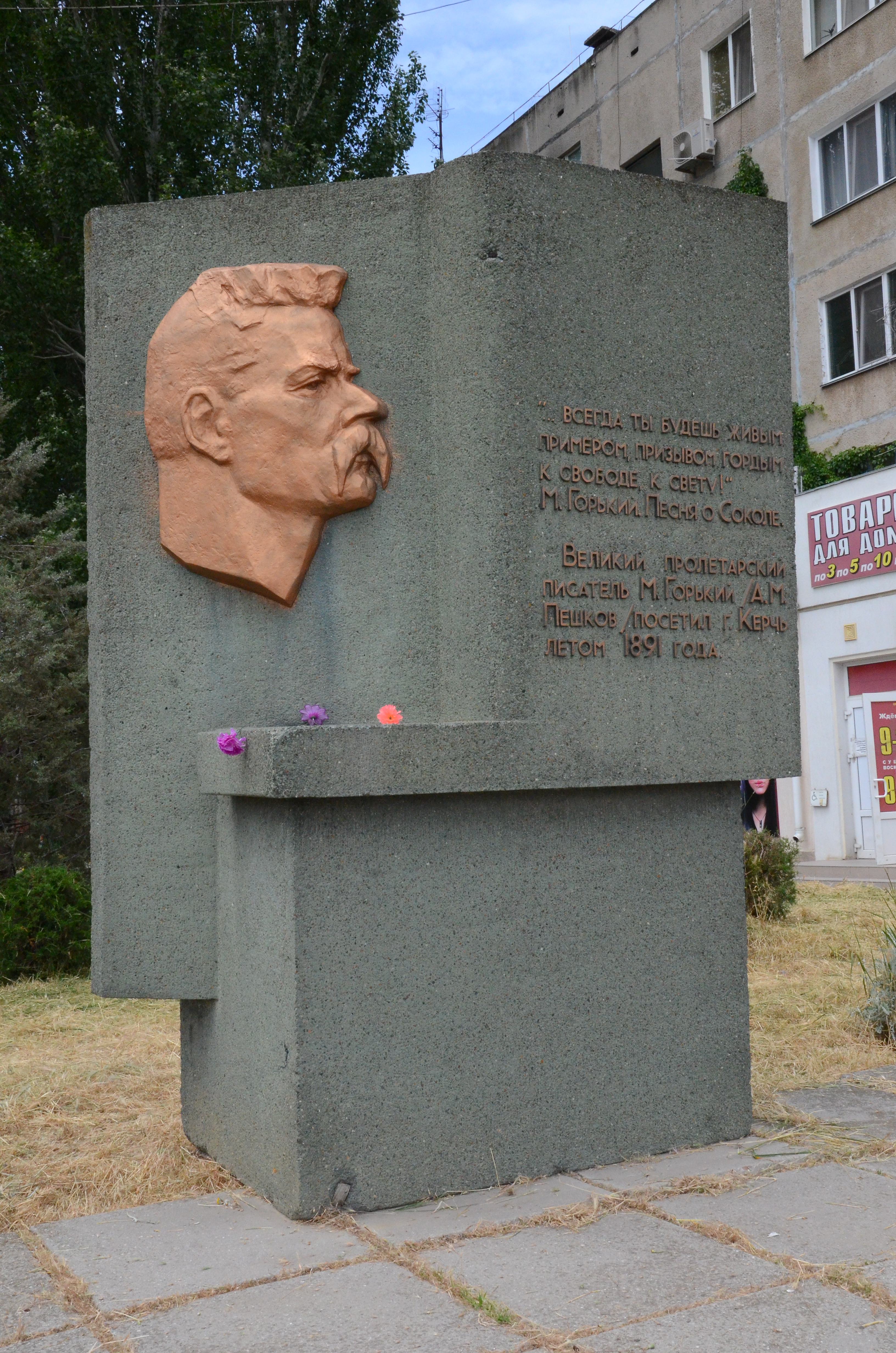
Monument à Gorki.
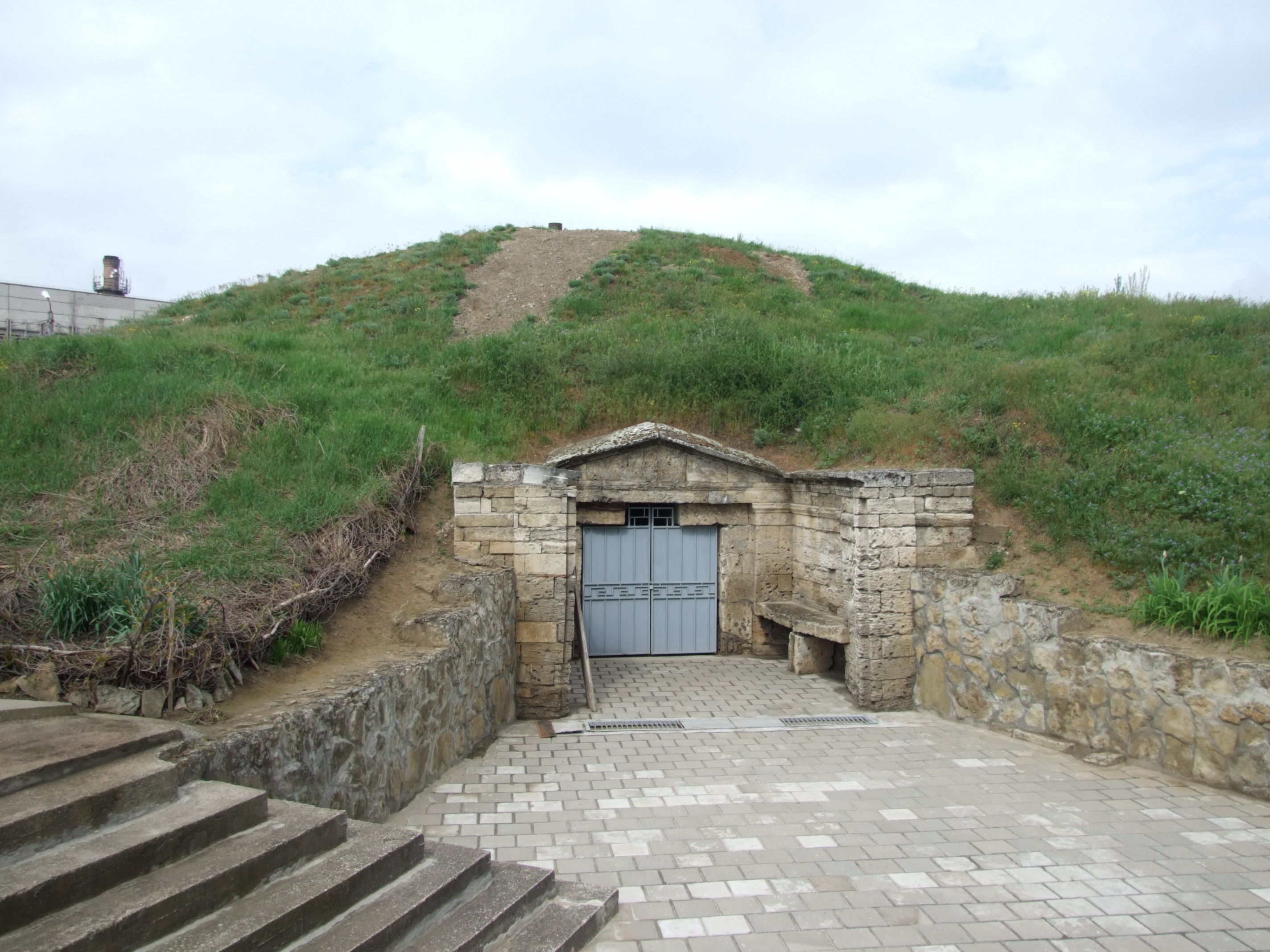
Le Kourgane Meleck-Chesme.
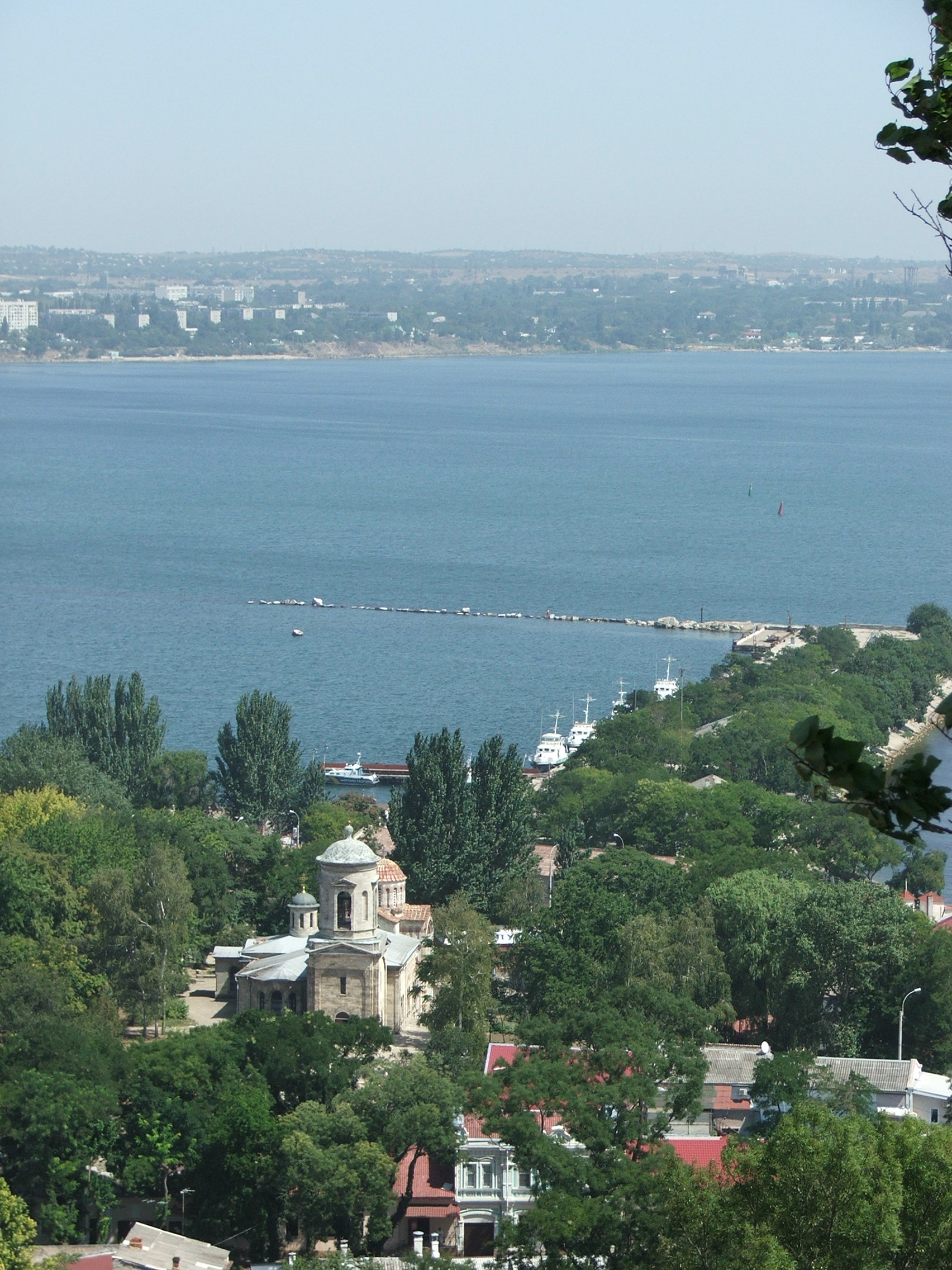
Eglise st-Jean-Baptiste.

## Personnalités
- Philippe Weigel (1786-1856), ancien gouverneur de Kertch connu pour ses mémoires historiques.
- Alime Abdenanova (1924-1944), partisane soviétique.
- Sergueï Dorenko (1959-2019), journaliste.
- Maria Efrosinina (1979), animatrice et mannequin.
- Vladimir Kafelnikov (1951), trompettiste soviétique